# سیارک ۲۶۰۵۷
سیارک ۲۶۰۵۷ (به انگلیسی: 26057 Ankaios، نامگذاری:4742T-2) بیست و شش هزار و پنجاه و هفتمین سیارک کشف شده‌است که در ۳۰ سپتامبر ۱۹۷۳ کشف شد.
قدر مطلق سیارک برابر ۶۴.۵ است.